# Wiersz (piśmiennictwo)
Wiersz, inaczej wiersz składu, pot. linijka tekstu – pojęcie używane w typografii, edytorstwie, piśmiennictwie na oznaczenie jednoliniowego fragmentu tekstu zawartego między dwoma marginesami kolumny tekstu lub szpalty. Szczególnym (ale zarazem najczęściej spotykanym) typem wiersza składu jest wiersz justunku, stosowany  w kolumnie dla odróżniena do żywej paginy. 
Wyróżnia się m.in.:
- typy wierszy mające swoje odbicie w tekście drukowanym (widoczne po wydruku):
  - wiersz hasłowy albo tytułowy;
  - wiersz akapitowy;
  - wiersz końcowy albo wychodni;
  - wiersz pełny;
  - wiersz niepełny;
  - wiersz pusty;
  - wiersz wyśrodowany;
  - wiersz wydzielony;
  - wiersz zawieszony: szewc lub bękart (ang. widow, orphan, „wdowa, sierota”);
  - wiersz sygnaturowy;
  - wiersz kontrolny;

- typy wierszy tylko związane ze składem czcionek, niewidoczne w druku:
  - wiersz czcionkowy;
  - wiersz justunkowy wypełniający;
  - wiersz gładki;
  - wiersz garbaty;
  - wiersz monotypowy;
  - wiersz linotypowy;
  - wiersz matrycowo-klinowy;
  - wiersz oszczędny albo oszczędnościowy;
  - wiersz przejustowany;
  - wiersz przepełniony;
  - wiersz skośny albo krzywy;
  - wiersz linotypowy pusty albo wadliwy.